# Alejandro Arce
Alejandro "Chayo" Arce es un futbolista mexicano retirado que jugaba en la posición de defensa central. Jugó para el Club Deportivo Tapatío y el Club Deportivo Guadalajara.
Surgió de las fuerzas básicas del Club Deportivo Guadalajara, y llegó al equipo filial del Club Deportivo Tapatío en 1985, permaneciendo en él hasta 1990. Durante este período, tuvo algunos llamados para entrenar y viajar con el primer equipo del club.
Debutó con el primer equipo del Guadalajara el día domingo 24 de agosto de 1986, en un partido contra Tigres de la UANL que quedó empatado a 1 gol por equipo, entrando de cambio en el segundo tiempo en sustitución de Francisco Fierro. En este partido se le dio la oportunidad de debutar a un amplio número de reservistas, después de que diez jugadores del equipo rojiblanco fueron castigos por la Comisión Disciplinaria, por una bronca en un partido contra el Club América.